# تجريبيو فيينا

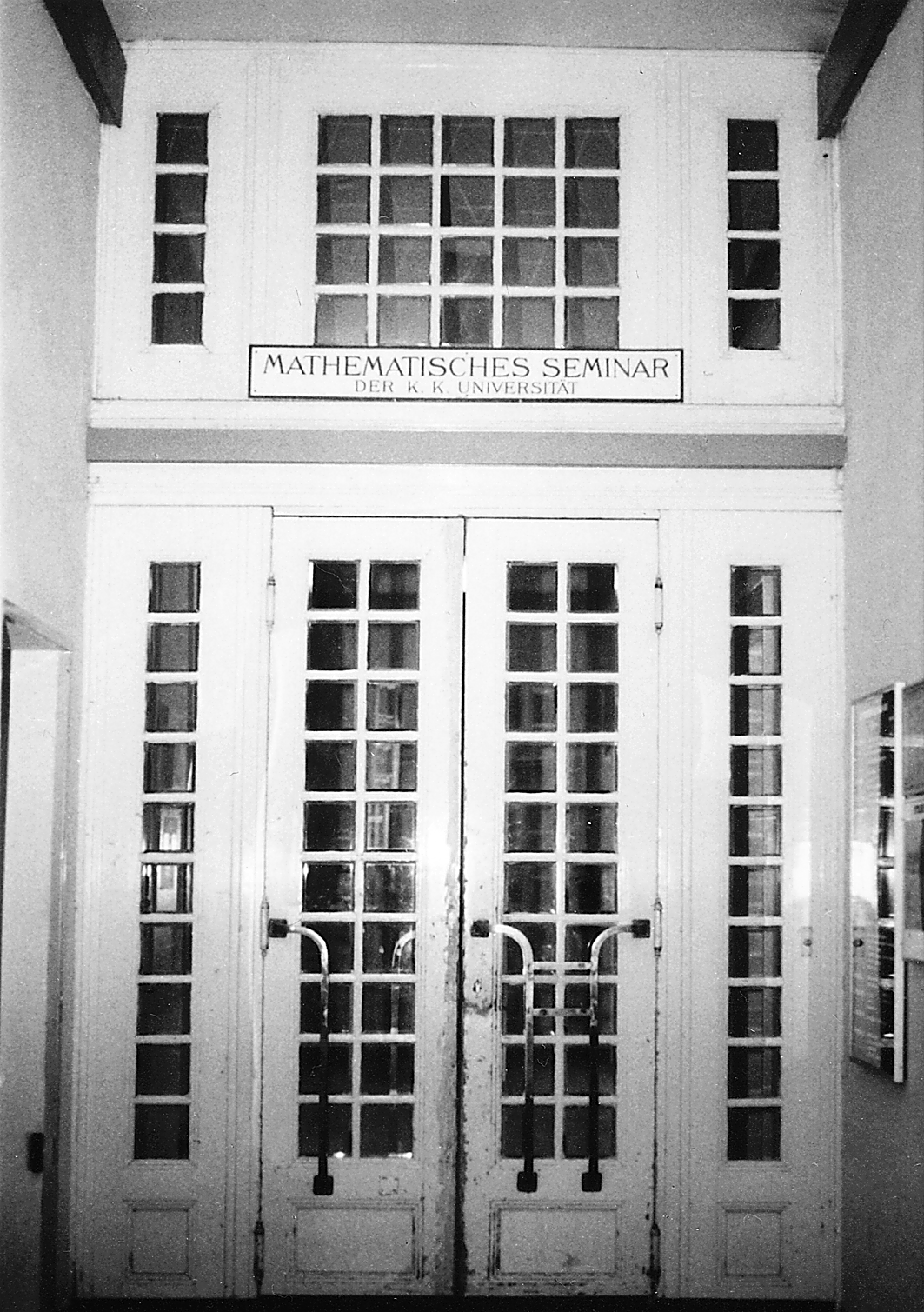

 تجريبيو فيينا  (الألمانية: Wiener Kreis، ت.ح. 'حلقة فيينا') هم جماعة من الفلاسفة والعلماء كانوا يجتمعون في عشرينات وثلاثينات القرن العشرين في جامعة فيينا وكانوا من أصحاب التجريبية المنطقية ويسعون لتطبيق قواعد العلم الوضعي والمنطق على الفلسفة.
تكونت حلقة فيينا الخاصة بمذهب التجريبية المنطقية من مجموعة من الفلاسفة والعلماء المنتمين إلى العلوم الطبيعية والإنسانية والمنطق والرياضيات، والذين التقوا بشكل منتظم في جامعة فيينا برئاسة مورتس شليك منذ عام 1924 وحتى عام 1936. يُعد تأثير حلقة فيينا على فلسفة القرن العشرين، وبشكل خاص على فلسفة العلوم والفلسفة التحليلية، تأثيرًا هائلًا حتى يومنا هذا.
كان من ضمن الأعضاء الموجودين داخل الحلقة كل من مورتس شليك، وهانز هان، وفيليب فران، ك وأوتو نيوراث، ورادولف كارناب، وهربرت فيغل، وريتشارد فون ميزس، وكارل مينغر، وكورت غودل، وفريدريك ويزمان، وفيلكس كاوفمان، وفيكتور كرافت، وإدغار زيلسل. بالإضافة إلى ذلك، كان يزور حلقة فيينا في بعض الأحيان كل من ألفريد تارسكي، وهانز ريشنباخ، وكارل غوستاف همبل، وويلارد فون أورمان كواين، وإرنست ناغل، وألفريد جولز آير، وأوسكار مورغنستيرن، وفرانك رامزي. كان لودفيغ فيتغنشتاين وكارل بوبر على اتصال وثيق بحلقة فيينا، لكنهم لم يشاركوا أبدًا في اجتماعات حلقة شليك.
سُمي الموقف الفلسفي الذي تبنته حلقة فيينا باسم التجريبية المنطقية، أو الوضعية المنطقية، أو الوضعية الجديدة. تأثرت التجريبية المنطقية بإرنست ماخ، ودافيد هيلبرت، وأصحاب النزعة الاصطلاحية الفرنسية (هنري بوانكاريه وبيير دوهيم)، وغوتلوب فريغه، وبرتراند راسل، ولودفيغ فيتغنشتاين، وألبرت أينشتاين. اتسمت حلقة فيينا بالطابع التعددي والتزمت بمُثُل عصر التنوير. اجتمعت الحلقة على هدف جعل الفلسفة تتسم بالطابع العلمي، وساعدها في ذلك المنطق الحديث. اشتملت الموضوعات الرئيسية على نقاشات أساسية في العلوم الطبيعية والاجتماعية والمنطق والرياضيات، وتحديث المذهب التجريبي عن طريق المنطق الحديث، والبحث عن معيار تجريبي للمعنى، ونقد الميتافيزيقا، وتوحيد العلوم في ما عُرف باسم وحدة العلم.
ظهرت حلقة فيينا علنيًا من خلال نشر سلسلة من الكتب المختلفة - دراسات حول التصور العلمي للعالم، ووحدة العلم، ومجلة إركينتنس- وتنظيم مؤتمرات دولية في براغ، وكونيغسبرغ (المعروف اليوم باسم كالينينغراد)، وباريس، وكوبنهاغن، وكامبريدج المملكة المتحدة، وكامبريدج ماساتشوستس. كانت جمعية إرنست ماخ هي المعبرة عن صورتها العامة، والتي سعى من خلالها أعضاء حلقة فيينا إلى نشر أفكارهم في سياق برامج للتعليم الوطني في فيينا. أُجبر معظم أعضاء حلقة فيينا على الهجرة، خلال عصر الفاشية النمساوية وبعد ضم ألمانيا النازية للنمسا. كان لمقتل شليك في عام 1936 على يد طالب سابق أثرٌ في وضع نهاية لحلقة فيينا في النمسا.

## تاريخ حلقة فيينا
يتضح تاريخ وتطور حلقة فيينا من خلال مراحل متنوعة:

### حلقة فيينا الأولى (1907-1912)
روّج كل من فيليب فرانك وهانز هان وأوتو نيوراث إلى لقاءات حول فلسفة العلم والإبستمولوجيا منذ عام 1908 في ما قبل بداية حلقة فيينا.
كان هانز هان (1879-1934)، أكبر الثلاثة، عالم رياضيات. حصل على شهادته في الرياضيات في عام 1902. درس بعد ذلك تحت إشراف لودفيغ بولتزمان في فيينا، ودافيد هيلبرت وفيلكس كلين وهيرمان مينكوفسكي في غوتينغن. حصل على شهادة التأهل للأستاذية في الرياضيات في عام 1905. درّس في إنسبروك (1905-1906) وفيينا (منذ عام 1909).
درس أوتو نيوراث (1882-1945) الرياضيات والاقتصاد السياسي والتاريخ في فيينا وبرلين. درّس في فيينا بأكاديمية فيينا للأعمال منذ عام 1907 وحتى عام 1914. تزوج نيوراث من أولغا شقيقة هان في عام 1911.
درس فيليب فرانك (1884-1966)، أصغر من في المجموعة، الفيزياء في غوتينغن وفيينا مع لودفيغ بولتزمان ودافيد هيلبرت وفيلكس كلين. شغل منذ عام 1912 كرسي أستاذ الفيزياء النظرية في الجامعة الألمانية في براغ.

### سنوات التشكل (1918-1924)
بدأ تشكل حلقة فيينا مع عودة هان إلى فيينا في عام 1921. نظَّم بالمشاركة مع عالم الرياضيات كورت ريدميستر حلقاتٍ دراسية حول كتاب لودفيغ فتغنشتاين رسالة منطقية فلسفية وكتاب وايتهد وراسل مبادئ الرياضيات.
عُيّن مورتس شليك بدعم من هان أستاذًا لكرسي فلسفة العلوم الاستقرائية في جامعة فيينا عام 1922؛ وهو الكرسي الذي كان يشغله إرنست ماخ في السابق، وبولتزمان أيضًا بشكل جزئي. كان شليك قد نشر بالفعل عملين مهمين هما المكان والزمان في الفيزياء المعاصرة في عام 1917، والنظرية العامة للمعرفة في عام 1918. بدأ شليك على الفور بعد وصوله إلى فيينا بتنظيم مناقشات مع علماء الرياضيات حول هان. اقترح فريدريك ويزمان وهيربرت فيغل على شليك، وهما من طلابه، في عام 1924 تنظيم نوع من «حلقة دراسية مسائية» بشكل منتظم. عُقدت اجتماعات منتظمة منذ فصل الشتاء عام 1924 في معهد الرياضيات في قاعة بولتزمانغاس 5 بفيينا، اعتمادًا على دعوة شخصية من شليك. يمكن النظر إلى تلك النقاشات على أنها بداية حلقة فيينا.

### المرحلة غير المعلنة لحلقة فيينا – حلقة شليك (1924-1928)
اتسمت المجموعة التي التقت منذ عام 1924 بالتنوع الشديد، ولم تشمل فقط العلماء المعروفين من أمثال شليك، وهان، وكرافت، وفيليب فرانك، ونيوراث، وأولغا هان نيوراث، وهاينريخ غومبرز، بل شملت أيضًا الطلاب الأصغر سنًا والمرشحين للدكتوراة. بالإضافة إلى ذلك، وجهت المجموعة دعوة لزائرين من خارجها. رتب شليك وهان في عام 1926 لحضور رودلف كارناب إلى جامعة فيينا بصفته محاضرًا خاصًا. نوقش كتاب كارنات البنية المنطقية للعالم بشكل مكثف في الحلقة. نوقش كتاب فيتجنشتاين رسالة منطقية فلسفية وقُرء بصوت عالٍ أيضًا. رُتبت لقاءات شخصية منذ عام 1927 بين كل من فيتغنشتاين، وشليك، وويزمان، وكارناب، وفيغل.